# Viktor Patsayev
Viktor Ivanovich Patsayev (russo: Виктор Иванович Пацаев;) (Aktuybinsk, 19 de junho de 1933 – Espaço exterior, 30 de junho de 1971) foi um cosmonauta soviético que voou na Soyuz 11 e foi parte da segunda tripulação a falecer no decorrer de um voo espacial. Abordo da Salyut 1, ele operou o Observatório Espacial Orion 1, se tornando a primeira pessoa a operar um telescópio fora da atmosfera da Terra.
Após uma reentrada nominal, a cápsula foi aberta e a tripulação foi encontrada morta. Foi descoberto que uma válvula havia sido aberta antes de saírem de órbita e ela permitiu que a atmosfera da cápsula saísse para o espaço, sufocando a tripulação. Uma de suas mãos estava machucada, indicando que ele pode ter tentado fechar a válvula manualmente ao perder a consciência.
Suas cinzas foram enterradas na Muralha do Kremlin, Praça Vermelha, Moscou. Postumamente recebeu o título de Herói da União Soviética, a Ordem de Lenin e o de Piloto-Cosmonauta da URSS. A cratera lunar Patsayev e o planeta menor 1791 Patsayev foram batizados em sua homenagem.